# Иконников, Николай Флегонтович
Николай Флегонтович Иконников (9 мая 1885, Анненково, Саратовская губерния — 7 декабря 1970, Ванв) — крупнейший генеалог русского зарубежья, составитель 51-томного справочного издания «Русское дворянство», до сих пор не превзойдённого по полноте охвата.

## Биография
Николай Флегонтович Иконников родился 9 мая 1885 года в селе Анненково Саратовской губернии; сын кузнецкого уездного предводителя дворянства Флегонта Сергеевича Иконникова-Галицкого, владевшего имением по соседству с радищевским Аблязовым. В 1903 году окончил с золотой медалью Третью гимназию в Москве, после чего поступил на Естественное отделение физико-математического факультета Московского университета по специальности «Зоология».
За время студенчества участвовал в двух экспедициях в Южную Америку. В 1906—1908 пересек джунгли «от Лимы до Икитоса», побывал в верховьях рек Укаяле и Амазонки. Маршрут 2-й экспедиции (1908—1909): Пернамбуко — Рио-де-Жанейро — Пунто Аренас (Магелланов пролив) — Вальпараиссо — Лима; переход через Анды и лес к истокам р. Пичус; на плотах и пирогах до Пуэрто Бермудас; через Икитос на Пара. Из Южной Америки привёз большую коллекцию бабочек и тараканов. Его сборы амфибий и рептилий из Южной Америки, а также из Приморья, Ханской ставки и Саратовской губернии также поступили в Зоологический музей Московского университета. Специализировался в изучении саранчёвых. За привезённые энтомологические и герпетологические научные коллекции удостоен большой серебряной медали Общества любителей естествознания. В 1910 году выступил с докладом об экспедиции и своих исследованиях на заседании Императорского Географического общества.
В 1910 окончил университет. Отправляется в экспедиции в Саратовская и Астраханская («Ханская ставка») губернии, Сибирь и на Дальний Восток. Императорская академия наук поручает Иконникову написать по прямокрылым для «Фауна России». В 1911 году его избирают предводителем дворянства Кузнецкого уезда Саратовской губернии. Иконников сдаёт рукопись в 400 страниц своей монографии в Академию, поле этого принимает решение оставить свои научные исследования. В 1912 году избран председателем Кузнецкой земской управы. В 1915 году руководит заготовкой для воюющей армии свыше 600 тысяч полушубков и около миллиона пар сапог. В октябре 1916 года снова отправляется в экспедицию в Филиппины, Сиам и Южный Китай.
В 1918 году его личные коллекции были переданы в Зоологический музей МГУ.
Входил в Центральный совет землевладельцев при Временном правительстве.
Во время Гражданской войны поступил в Добровольческую армию интендантом. В книге «Пятьсот дней в тылу врага: Отчёт о командировке в Советскую Россию в 1918 г.» рассказывает, как, работая в столичном Главсахаре, организовал канал переправки москвичей на юг, в области, занятые белыми. После разоблачения «контрреволюционного заговора» сумел выехать в Югославию (1920).
Перебравшись к 1924 г. в Париж, Иконников активно включился в работу Союза русских дворян, на рубеже 1920-х и 1930-х редактировал его «Вестник», а в 1938 г. возглавил Генеалогическое бюро этой организации. Одновременно работал торговым агентом в издательстве Condé Nast. Похоронен на русском кладбище Сент-Женевьев-де-Буа рядом с женой Елизаветой Петровной, урождённой Деконской.

## Труды

### В энтомологии
- Ikonnikov N. F. Zur Kenntnis der Acridiodeen Sibiriens // Ann. du Musée Zool. do’lAcad.Imp. des Sciences de St.-Petersbourg, t. XVI, 1911.
- Ikonnikov N. F. Über die von P. Schmidt aus Korea mitgebrahten Acridiodeen. Kuznetsk (Saratov), 1913.

### В геналогии
Поскольку «долгое время Н. Ф. Иконников был практически единственным человеком, который занимался русской генеалогией», у него скопился большой массив справочной информации о судьбе русских дворян в эмиграции. Кропотливый сбор справок, изучение траурных объявлений в газетах позволили ему составить указатель захоронений эмигрантов («Некрополь»).
Труд жизни Иконникова — многотомный справочный свод «Дворянство России», выпущенный в 1956—1966 гг. на французском языке под названием La Noblesse de Russie мизерным тиражом в 50 экземпляров. В 51 полутом издания вошли поколенные росписи 727 дворянских фамилий (11 томов отпечатаны, 33 тома рукописные).
Издание Иконникова считается ныне библиографической редкостью. В конце 1990-х гг. генеалог Жак Ферран помог Государственному музею А. С. Пушкина приобрести первый в России его экземпляр.

## Память
В 1912 году С. И. Огнёв по сборам Н. Ф. Иконникова описал в его честь новый вид летучей мыши — ночницу Иконникова. Этот вид сохранял имя, данное в честь будущего эмигранта, на протяжении всей советской власти.